# 八小时工作制
八小时工作制是一项对劳动时间的倡导，主张劳动者每日工作时间应不超过八个小时。这一制度的雛形起源於16世紀的西班牙，現代概念倡導則由英国空想社会主义者罗伯特·欧文于1817年8月提出。其后由于工業革命發展，欧美资本家对劳工的剥削不断加剧，最终北美的工人率先实行并走上街头抗议，倡导实行八小时工作制。1886年5月1日，美国芝加哥爆发了历史最大的罢工，即以倡导八小时工作制为目标。

## 历史

### 16世纪
八小时工作制的雏形可以追溯到16世纪的西班牙。1593年，西班牙的腓力二世通过《腓力二世法令》建立了一个八小时工作制系统：
Ley VI Que los obreros trabajen 8 horas al día repartidas como convenga.
Todos los obreros trabajaran ocho horas al día, cuatro á la mañana, y cuatro á la tarde en fortificaciones y fábricas, que se hicieren, repartidas á los tiempos más convenientes para librarse del rigor del sol, más o menos lo que á los ingenieros pareciere, de forma que no faltando un punto de lo posible, también se atienda à procurar su salud y conservación.
法律六：工人应每天工作8小时，适当分配。
所有工人每天应在要塞和工厂中工作八小时，上午四小时，下午四小时。他们工作的要塞和工厂应按工程师认为合适的方式建造，他们的工作时间应分布在最舒适的、能够躲避太阳照射的时段，且工程师也应该或多或少地认同这些时段工作的合适性，此外还应该注意保证工人们的健康和安全。
—  Recopilación de leyes de los reinos de las indias. Mandadas a Imprimir y Publicar por la majestad católica del rey Don Carlos II, nuestro señor. Libro Tercero.
除上述限制外，矿工的工作时间被进一步限制在7小时以内。此外，这些工作要求也适用于西班牙美洲殖民地的土著，他们在“印第安人共和国”中保有自己的立法组织，选举自己的市长。

### 工业革命
1810年，罗伯特·欧文开始倡导一天工作十小时，并且在他位於新拉纳克的社会主义企业中实践了此制度。1817年，他进一步制定了八小时工作制的框架，以及这一运动的口号：“八小时工作、八小时娱乐、八小时休息。”在英国，1847年通过的工厂法令规定妇女、儿童每日工作时间不得超过10小时。在法国，1848年的二月革命之后，法国工人争取到了十二小时工作制。
宪章运动和早期工会组织都通过抗议等方式要求缩短工作日和改善工作条件。19世纪40年代至50年代，新西兰和澳大利亚的工人运动率先争取到了八小时工作制，但直到20世纪八小时工作制才得到进一步推广及各国的立法确认。
第一国际在1886年的日内瓦代表大会上确认了其要求各国立法保障8小时工作制的诉求，宣布“从法律上限制工作日，是这样一个先决条件，没有这个条件的话，改善工人阶级状况和使工人阶级获得解放的一切尝试必将毫无成效”，“代表大会提议把八小时作为法定工作日的限度。”卡尔·马克思认为这些举措对工人的健康至关重要，他在《资本论》第一卷中写道：“可见，资本主义生产——实质上就是剩余价值的生产，就是剩余劳动的吸取——通过延长工作日，不仅使人的劳动力由于被夺去了道德上和身体上的正常发展和活动的条件而处于萎缩状态，而且使劳动力本身未老先衰和死亡。”

## 实施情况

### 中国大陆
- 1922年5月1日，中共第一次全国劳动大会在广州通过“八小时工作制案”。
- 1929年12月11日，中華民國國民政府立法院通過《工廠法》並經時任國民政府主席蔣中正公布制定，規定成年工人及童工實施八小時工作制。[8][9]
- 1931年12月中華蘇維埃共和國中央執行委員會公布《中华苏维埃共和国劳动法》規定实行八小时工作制。
- 1948年2月27日，時任中共中央委員會主席毛泽东在为中共中央起草的《关于工商业政策》中指出：“将发展生产、繁荣经济、公私兼顾、劳资两利的正确方针同片面的、狭隘的、实际上破坏工商业的、损害人民革命事业的所谓拥护工人福利的救济方针严格地加以区别”，告诫工人阶级“绝不可只看到眼前的片面的福利而忘了工人阶级的远大的利益”[10]。毛泽东在同年4月8日《再克洛阳后给洛阳前线指挥部的电报》中謂：“入城之初，不要轻易提出增加工资减少工时的口号。在战争时期，能够继续生产，能够不减工时，维持原有工资水平，就是好事。将来是否酌量减少工时增加工资，要依据经济情况即企业是否向上发展来决定。”[11]因此在第二次國共內戰攻守態勢转向，中国共产党不断攻占大中城市的时候，并没有激进地采取降低工时甚至每日八小时工作制。
- 1949年9月，中華人民共和國中國人民政治協商會議通过具有宪法性质的《中国人民政治协商会议共同纲领》第32条规定：“公私企业目前一般应实行八小时至十小时的工作制，特殊情况得斟酌办理。”例如，1949年11月由潍坊兵工厂、渤海兵工厂、胶东兵工七厂抽调800余人组建的山东轻金属公司（现今的中铝山东铝业公司）“当年实行十小时工作制，白天上班，晚上还要扛起枪当护厂队”。[12]
- 1952年7月25日，中華人民共和國中央人民政府政务院第一百四十六次政务会议通过《关于劳动就业问题的决定》规定：“为保障职工健康，提高劳动生产率，并扩大就业面，应有计划有步骤地坚决贯彻八小时至十小时工作制，一切较大的公私营工矿交通运输企业均应尽可能实行八小时工作制。凡属有原料，有销路，技术条件许可者，可将现行的每日一班制或两班制改为每日两班制或三班制。大中城市和工矿区的国营商店、合作社也应尽可能实行八小时工作制。有害健康的工作，每日工作时间还应低于八小时。一切公私企业的加班加点，均应受严格的限制。”[13]
- 1956年6月8日，中華人民共和國国务院发布《建筑业实行8小时、小礼拜工作制度的规定》[14]
- 1994年1月24日，国务院发布《关于职工工作时间的规定》，规定“国家实行职工每日工作8小时”；实行不定时工作制的，平均每周工作44小时的工作制度。”
- 1994年7月5日，第八届全国人民代表大會常務委員会第八次会议通过了《中华人民共和国劳动法》，将8小时工作制上升为法律。第三十六条规定，“国家实行劳动者每日工作时间不超过8小时，平均每周工作时间不超过44小时的工作制度。”
- 1995年2月17日，国务院第8次全体会议通过《关于修改<国务院关于职工工作时间的规定>的决定》第三条修改为：“职工每日工作8小时、每周工作40小时。” [15]

根据《中华人民共和国劳动法》，超过工作日法定劳动小时的，按照双倍的小时工资支付加班报酬；节假日加班的，按照三倍的小时工资支付加班报酬。

### 香港
目前还没有标准工时的相关法律。2012年，香港七大商会（香港总商会、香港工业总会、香港中华厂商会、香港中华总商会、香港雇主联合会、香港地产建设商会及香港零售管理协会）以标准工时立法将破坏香港自由经济体制为由，发表反对立法声明书。2013年4月9日，香港特區政府标准工时委员会宣布成立。首任标准工时委员会主席為梁智鸿。2014年7月底，香港标准工时立法的公众咨询期结束。

### 蘇聯／俄罗斯
1917年苏俄十月革命四天后正式宣布法令，实施八小时工作制。

### 美国
1916年美国国会通过的Adamson Act，规定在跨州经营的铁路行业实行八小时工作制，超时工作要支付额外加班费。其背景是美国面临第一次世界大战的市场需求旺盛，工会要求不得超长工时。这是美国第一次有联邦法律干涉私營企業的工时制度。这遭到了雇主对该法案的抵制，并联合起诉该法案违宪。1917年美国联邦最高法院裁决该法案合宪性。
1938年美国国会通过的《公平勞動標準法》，规定每周44小时工作（1940年改为40小时），加班工资为1.5倍，最低工资标准25¢每小时，最低就业年龄以反对童工（18岁以下不能从事危险工种，16岁以下不能在学校授课时间从事工作）。该法案适用于跨州经营的行业的70万雇员。
八小時工作制並不是適用於所有勞工，如文員和行政人員的工作時間可以超過每週40小時，且沒有資格獲取加班費。此外專業職位，如法律、醫學、牙科、驗光、建築等也不適用於八小時工作制和加班費。

### 日本
1947年帝國議會通过的労働基準法，规定全国实行八小时劳动制。

### 臺灣
中華民國接管臺灣後，國民政府先前制定的《工廠法》作為戰後初期臺灣八小時工作制的基準。後由於對外出口擴張政策下，勞動條件亟待保障與提升，中華民國立法院於1984年另通過制定《勞動基準法》，並經時任總統蔣經國公布實施迄今，仍維持八小時工作制規定。

## 另見
- 工時規管
- 996工作制
- 六小時工作制
- 彈性工時
- 每周四天工作制
- 干草市场事件